# Casimir Monier
Casimir Monier fue un empresario, editor y librero francés, que desarrolló gran parte de su vida en España entre las décadas de 1820 y 1870. Partiendo de una modesta librería, llegó a regentar un hotel con baños y una escuela de natación en el Manzanares. Fue inmortalizado por su compatriota Dumas, admirado por el cronista de la Villa de Madrid Mesonero Romanos en sus memorias madrileñas y mencionado en diversas ocasiones por Benito Pérez Galdós, tanto en sus novelas como en algunos de sus Episodios Nacionales.

## Biografía
La primera noticia que se tiene de Casimiro Monier la proporciona la creación de una librería en su casa, como un depósito general de los libros publicados por la Sociedad de Editores de París.
Pronto abrió librería al público, siendo la primera en España que dispuso de una sala de lectura con periódicos y revistas (previo pago de un real, o un bono mensual por 20 reales). También montó negocio editorial, en especial de libros de viaje franceses como Un été en Espagne (1845), de Agustín Challamel, en el que puede verse el sello o marca editorial de Monier.

### El Hotel de Monier
En 1843 Monier compró la vieja Fontana de Oro creando un nuevo complejo hostelero que tomó el nombre de "Hotel de Monier" pero que siguió conociéndose con su nombre antiguo. El establecimiento aparecía en el Hand-Book for Travellers in Spain (1845) de John Murray con esta descripción: "La afamada Fontana de Oro, durante mucho tiempo el mejor hotel de Madrid, y entre los peores de Europa, ha sido transformada en un establecimiento para baños, alojamiento y salas de lecturas". Efectivamente, Monier convirtió la Fontana de los liberales de Riego y Galiano en un insólito hotel burgués con librería, sala de lectura, baños, restaurante y, por supuesto, habitaciones. Así lo describe Mesonero Romanos en la edición de 1844 de su Manual de Madrid. Descripción de la Corte y de la Villa: "Hay casa de pupilos o huéspedes en la Fontana de Oro, establecimiento de M. Monier, uno de los principales de Madrid y frecuentado por extranjeros, por la comodidad de tener en la misma casa un excelente salón de lecturas y baños públicos". También los menciona Pascual Madoz en su Diccionario, con una descripción que merece la pena reproducir:

"Se hallan todos los días baños de todas clases, bien sea para disfrutarlo allí mismo, o para hacerlos conducir a las casas donde se pidan. Además de los baños comunes se suministran también de salvado, aromáticos, emolientes y minerales artificiales... Los cuartos de los baños minerales están en departamentos separados de los comunes y cada pila se halla dispuesta según el objeto a que se destina. Hay un salón de descanso con estufa, y los cuartos están esterados en el invierno. Los concurrentes hallarán allí, a los precios corrientes, chocolate, café, caldo, etc. Al salir del baño y para evitar el cambio repentino de temperatura, pueden pasar al gabinete librería, y entretenerse en la lectura todo el tiempo que gusten".
Diccionario Madoz (Volumen X, pág. 971)

A pesar de la publicidad y una cierta popularidad que recogen otras fuentes contemporáneas, tanto periodísticas como literarias, el Hotel de Monier no duró más de quince años. En 1859, en el solar de la finca que ocupó la Fontana se construyó un nuevo hotel —luego desaparecido también—, la "Fonda de los Embajadores" que, en una evolución de categoría ascendente (quizá proporcional a su deterioro), acabó llamándose Gran Hôtel de los Embajadores.

## Monier por Dumas

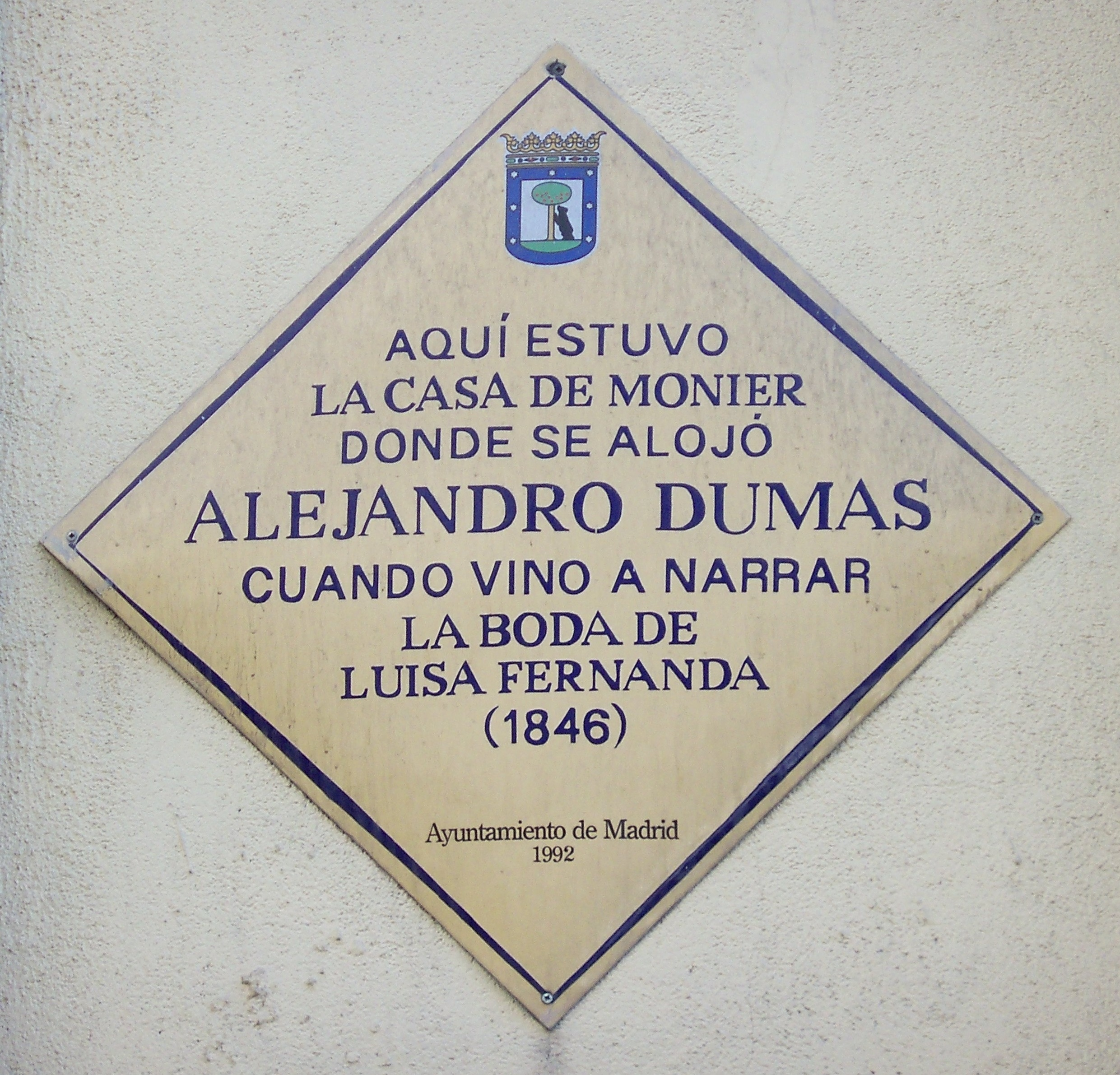
Placa a la altura del número 10 de la Carrera de San Jerónimo, recordando la estancia de los Dumas, padre e hijo, en el Hotel de Monier, a su paso por Madrid en 1846, de paso para Argelia.

Es poco probable que Casimir Monier llegase a imaginar que llegaría a convertirse en un personaje de Dumas, y para mayor mérito, en el personaje de sí mismo. Así ocurre en el libro de viajes del excelente narrador francés titulado De París a Cádiz, donde se relata el tragicómico episodio del aterrizaje en Madrid de Dumas y el grupo de familiares y amigos que le acompañaban, el 9 de octubre de 1846:

"...Habíamos buscado en todas partes, habíamos perdido hasta esa última esperanza que no se pierde hasta el último momento, cuando por casualidad, al levantar la cabeza, leí sobre una puerta aún cerrada estas palabras: Monier, librería francesa"...(poco más adelante, Dumas describe así su encuentro con el librero:)... "Lo que ocurre, mi querido señor Monier es que aquí estoy, en busca de alojamiento desde las dos de la mañana y si usted no nos acoge estaremos condenados a buscar una tienda de ocasión a un general carlista retirado y acampar en la plaza de Alcalá..."

Dumas continúa el relato construyendo una escena que evoluciona de lo dramático hacia el gag cómico repetido, cuando uno a uno, le va desvelando a Monier que no viene solo sino acompañado de una larga tropa de compañeros de viaje. El atribulado posadero encontró acomodo para todos, les proporcionó un buen baño, y al día siguiente les envió a cenar al vecino restaurante que otro hábil empresario francés había montado en la carrera de San Jerónimo, el mítico Emilio Huguenin Lhardy.